# Temporada 2008-2009 del RCD Espanyol
Dades de la Temporada 2008-2009 del RCD Espanyol.

## Fets Destacats

### Pretemporada
- 19 de juliol: Peralada CF - RCD Espanyol, (0-5) a Peralada.[3]
- 25 de juliol: Swansea City FC - RCD Espanyol, (0-4) a Palamós (IV Torneig de futbol Gamba de Palamós).[4]
- 2 d'agost: Manchester United FC - RCD Espanyol, (1-0) a Manchester, a l'estadi d'Old Trafford (Partit d'homenatge a Ole Gunnar Solskjær).[5]
- 7 d'agost: Académica de Coimbra - RCD Espanyol, (1-1) a Coïmbra.[6]
- 9 d'agost: Os Belenenses - RCD Espanyol, (0-2) a Lisboa.[7]
- 13 d'agost: FC Volendam - RCD Espanyol, (2-2) a Volendam.[8]
- 15 d'agost: Willem II Tilburg- RCD Espanyol, (0-0) a Tilburg.[9]
- 17 d'agost: VBV De Graafschap - RCD Espanyol, (3-1) a Doetinchem.[10]
- 19 d'agost: NEC Nimega - RCD Espanyol, (1-1) a Nimega.[11]
- 24 d'agost: RCD Espanyol - Udinese Calcio, (1-0) a Barcelona (Partit del 35è Trofeu Ciutat de Barcelona).[12]

### Temporada
Agost
- Dj. 28 - (Venda de jugadors) Pablo Zabaleta fitxa pel Manchester City FC per 8 milions d'euros.[13] D'altra banda, el jugador mallorquí Albert Riera és fitxat pel Liverpool per la quantitat de 10 milions d'euros.[14]
- Ds. 30 - (Lliga) RCD Espanyol 1 - 0 Valladolid CF. L'Espanyol ha aconseguit trencar la mala ratxa que l'acompanyava des de l'any 2001, en què no guanyava el partit de la primera jornada. Un gol de Luis García al minut 47, ha fet que els tres primers punts de la temporada es quedessin a Montjuïc. La jornada acaba amb l'equip a la 6a posició i amb 3 punts.[15]
- Dg. 31 - (Fitxatges) Nicolás Pareja i Nené fitxen pel RCD Espanyol. El primer prové de l'RSC Anderlecht i signa per cinc temporades; i el segon és cedit pel Mònaco per una temporada.[16]

Setembre
- Dl. 1 - (Fitxatges) Nicolás Pareja i Nené són presentats en societat com a nous jugadors de l'Espanyol. D'altra banda, el club notifica l'últim fitxatge de la temporada amb la incorporació del jugador irlandès Stephen Finnan.[17]
- Dt. 9 - (Copa Catalunya) RCD Espanyol 5 - 1 FC Santboià. La semifinal disputada al camp de La Devesa de Sant Carles de la Ràpita finalitza amb una golejada per part de l'equip perico. Els gols de l'Espanyol varen ser del jugador del RCD Espanyol B, Luismi, al minut 30; Coro al 33; un altre jugador del filial, Gotor, al minut 53; Javi Márquez, també del filial, al minut 53; i finalment Jonathan Soriano marcà el cinquè gol al minut 81.[18]
- Dg. 14 - (Lliga) Recreativo 0 - 1 RCD Espanyol. Segona victòria consecutiva de l'Espanyol, i aquest cop com a visitant. Un gol de Luis García al minut 85 ha certificat la victòria perica. En finalitzar la jornada, l'equip es posa líder de la Lliga en solitari amb 6 punts.[19]
- Ds. 20 - (Lliga) RCD Espanyol 1 - 1 Getafe CF. L'equip perico treu un valuós punt en el partit amb l'equip madrileny. Els visitants es van avançar al minut 47 amb forma de penal que Kameni no va poder aturar. Malgrat tot, al minut 58 un gol de Sergio Sánchez igualava el marcador que no es va moure fins al final. Un cop acabada la jornada futbolística, el conjunt blanc-i-blau es col·loca 4t amb 7 punts, els mateixos que el primer classificat.[20]
- Dc. 24 - (Lliga) Sevilla FC 2 - 0 RCD Espanyol. L'equip barceloní perd el seu primer partit de Lliga davant un potent Sevilla FC. Un gol al minut 57 i l'altre al 85 van acabar amb la ratxa de tres partits consecutius sense perdre. Un cop acabada la jornada intersetmanal, l'equip es queda 8è amb 7 punts a la taula classificatòria.[21]
- Ds. 27 - (Lliga) RCD Espanyol 1 - 2 FC Barcelona. L'últim derbi lliguer disputat a l'Estadi Olímpic Lluís Companys va ser el més tens i amb més enrenou de les últimes dècades. Es pot afirmar que el partit va quedar en segon pla a causa del mal comportament d'un sector minoritari d'aficionats de l'equip visitant, que va provocar la suspensió del partit durant uns deu minuts. Pel que fa al context esportiu, Ferran Corominas va marcar el primer gol de l'Espanyol al minut 19. Després, al minut 83 l'altre equip català va igualar el marcador, fins que en temps afegit, un penal en contra dels periquitos va establir la victòria a l'equip visitant. Un cop acabada la cinquena jornada de Lliga, l'Espanyol es col·loca 10è amb 7 punts.[22]

Octubre
- Dg. 5 - (Lliga) Reial Madrid 2 - 2 RCD Espanyol. Feia set temporades consecutives que l'Espanyol no treia cap punt de l'Estadi Santiago Bernabéu, però el partit d'aquesta temporada suposà treure's aquesta maledicció i sumar un valuós punt a l'empatar amb l'equip madrileny. Raúl Tamudo va marcar el primer gol català, en forma de penal, al minut 20; quatre minuts més tard el capità merengue va estabir la igualada al marcador, al minut 31 Luis García va tornar a avançar l'equip perico al marcador; fins que ja al temps afegit de la primera part, el Madrid va tornar a marcar per establir l'empat final. Un cop transcorregudes sis jornades de competició, l'Espanyol és 9è amb 8 punts.[23]
- Dt. 7 - (Sanció) El Comitè de Competició de la Reial Federació Espanyola de Futbol ha sancionat amb una multa de 3.000 euros i l'advertència de tancament de l'estadi al RCD Espanyol, a causa dels incidents que es van produir en el derbi davant del FC Barcelona a l'Estadi Olímpic Lluís Companys del passat 27 de setembre, en què un grup minoritari d'afeccionats de l'equip visitant van causar greus aldarulls.[24]
- Dc. 8 - (Copa Catalunya) RCD Espanyol 1 - 2 UE Sant Andreu. La final de la Copa Catalunya, disputada a l'estadi de La Devesa de Sant Carles de la Ràpita, va acabar amb la victòria de l'equip quadribarrat, cosa que suposava el seu primer títol de Copa de Catalunya a l'any del seu centenari. Jonathan Soriano va avançar a l'Espanyol al minut 24, però el Sant Andreu es va endur la victòria final, amb gols als minuts 40 i 56.[25]
- Ds. 18 - (Lliga) RCD Espanyol 0 - 0 Vila-real CF. Després d'una setmana sense competició oficial, l'Espanyol empatà el seu primer partit a 0 gols d'aquesta temporada. No obstant això, l'equip perico va posseir d'una oportunitat d'or per avançar-se al marcador, però Tamudo va fallar el penal al minut 72. A l'acabar la jornada, l'Espanyol se situa 10è a la taula classificatòria amb 9 punts.[26]
- Dg. 26 - (Lliga) RCD Mallorca 3 - 0 RCD Espanyol. Jornada desastrosa per l'equip perico, en caure derrotat al camp del Mallorca per un contundent marcador. Els homes de Tintín Márquez varen realitzar una segona part nefasta, cosa que l'equip balear va aprofitar sense despentinar-se. La vuitena jornada de Lliga deixa l'Espanyol 11è amb 9 punts.[27]
- Dc. 29 - (Copa del Rei) Celta 2 - 2 RCD Espanyol. En l'anada dels setzens de final de la Copa del Rei, l'Espanyol empatà a 2 gols amb l'equip gallec. El Celta es va avançar al minut 10, però Callejón i Valdo van capgirar el marcador en marcar els minuts 21 i 24 respectivament. No obstant això, l'equip gallec va establir la igualada final al marcador al minut 76. D'aquesta manera, caldrà esperar a la tornada a Barcelona per saber qui passarà a la següent roda, encara que ara mateix, l'equip perico té el gol average al seu favor.[28]

Novembre
- Dg. 2 - (Lliga) RCD Espanyol 1 - 0 Osasuna. Des de la jornada número 2 de la Lliga que l'Espanyol no aconseguia la victòria al campionat. Finalment, el partit contra l'equip navarrès va servir perquè l'equip aconseguís la tercera victòria amb un gol solitari del capità Tamudo al minut 61. No obstant això, el mateix futbolista va tornar a fallar un penal al minut 7, essent el segon que no l'introdueix dins la porteria contària en aquesta temporada. Amb aquesta victòria, l'equip perico se situa 10è amb 12 punts.[29]
- Dg. 9 - (Lliga) Deportivo 1 - 0 RCD Espanyol. Un gol solitari de l'equip corunyès va condemnar l'equip català a la quarta derrota de la temporada. El duel entre entrenadors més que coneguts, el va guanyar l'exentrenador periquito i actual del Deportivo Miguel Ángel Lotina. Un cop transcorregudes deu jornades de la Lliga, l'Espanyol se situa 12è amb 12 punts.[30]
- Dt. 11 - (Assemblea anual) El Palau de Congressos de Catalunya fou el lloc escollit per celebrar la Junta General d'Accionistes 2008, on tots els punts presentats a la Junta General varen ser aprovats amb més d'un 60% dels vots a favor.[31]
- Dc. 12 - (Copa del Rei) RCD Espanyol 3 - 0 Celta. L'Espanyol passa a vuitens de final de la Copa del Rei, en quedar un resultat final de 5-2 favorable als interessos pericos. Jarque, un jugador del Celta i Valdo varen ser els tres autors dels gols.[32]
- Dg. 16 - (Lliga) RCD Espanyol 3 - 4 Numància. Gols de Moisés Hurtado, Jarque i Tamudo. Partit de l'11a jornada de lliga, on l'Espanyol acaba 16è amb 12 punts.[33]
- Dg. 23 - (Lliga) Racing 3 - 0 RCD Espanyol. Dotzena jornada de lliga, amb l'Espanyol 16è amb 12 punts.[34]
- Dg. 30 - (Lliga) RCD Espanyol 0 - 1 Sporting. Tretzena jornada de lliga amb l'Espanyol a dissetena posició amb dotze punts.[35]
- Dg. 30 - (Cessament de l'entrenador) En sessió urgent del Consell de Direcció, la Junta de l'entitat ha decidit el cessament de l'entrenador Bartolomé "Tintín" Márquez pels mals resultats de l'equip.[36]

Desembre
- Dl. 1 - (Nou entrenador) José Manuel Esnal Mané, és el nou entrenador del primer equip, en substitució de Bartolomé "Tintín" Márquez.[37]

Gener
- Dl. 20 - (Nou entrenador) Mauricio Pochettino és el nou entrenador del primer equip fins a final de temporada, en substitució de José Manuel Esnal Mané.[38]

Maig
- Dg. 2 - (Record) Carlos Kameni es converteix en el porter amb més minuts imbatut en partits de lliga superant l'anterior marca de 496 minuts de Thomas N'kono en la temporada 88-89[39]
- Dg.31 - (Lliga) En el darrer partit del RCD Espanyol a l'Estadi Olímpic de Montjuïc, Raul Tamudo va marcar el seu únic hat trick[40] en competició oficial i a més es va convertir en el màxim golejador de l'equip en la temporada 2008-09.

## Resultats i Classificació
- Lliga d'Espanya: Desena posició amb 47 punts (38 partits, 12 victòries, 11 empats, 15 derrotes, 46 gols a favor i 49 en contra).
- Copa d'Espanya: Quarts de final. Eliminà el Celta de Vigo a setzens de final, i el Polideportivo Ejido a vuitens, però fou eliminat a quarts de final pel FC Barcelona.
- Copa de Catalunya: Finalista. Eliminà el FC Santboià a semifinals, però va caure derrotat amb la UE Sant Andreu per 1 - 2 a l'estadi de La Devesa de Sant Carles de la Ràpita al 8 d'octubre de 2008.

## Plantilla
- Actualitzada el 2 de juliol de 2016.[41]

| P   | D  | Jugador                     | Lliga | Lliga  | Copa d'Espanya | Copa d'Espanya |
| P   | D  | Jugador                     | PJ    | G      | PJ             | G              |
| --- | -- | --------------------------- | ----- | ------ | -------------- | -------------- |
| POR | 1  | Carlos Kameni               | 37    | -47    | 2              | -3             |
| POR | 25 | Cristian Álvarez            | 1     | -1     | 4              | -5             |
| POR | 13 | Javi Ruiz                   | -     | -      | -              | -              |
| DEF | 21 | Daniel Jarque (3r Capità)   | 36    | 2      | 3              | 1              |
| DEF | 5  | Sergio Sánchez              | 33    | 3      | 5              | -              |
| DEF | 16 | Nicolás Pareja              | 30    | 3 (-1) | 3              | -              |
| DEF | 12 | Grégory Béranger            | 18    | -      | 3              | -              |
| DEF | 2  | Javier Chica                | 16    | -      | 2              | 1              |
| DEF | 3  | David García (2n Capità)    | 14    | -      | 3              | -              |
| DEF | 4  | Jesús María Lacruz          | 10    | -      | 3              | -              |
| DEF | 19 | Marc Torrejón               | 6     | -      | 3              | -              |
| DEF | 15 | Stephen John Finnan         | 4     | -      | 1              | -              |
| DEF | 35 | Dídac Vilà                  | -     | -      | 1              | -              |
| MIG | 6  | Román Martínez              | 32    | 5      | 4              | 1              |
| MIG | 22 | Moisés Hurtado              | 32    | 2      | 4              | 1              |
| MIG | 9  | Iván de la Peña (4t Capità) | 22    | 4      | -              | -              |
| MIG | 18 | Francisco Rufete            | 18    | -      | 3              | -              |
| MIG | 11 | Milan Smiljanić             | 17    | -      | 5              | -              |
| MIG | 14 | Ángel Martínez              | 15    | -      | 5              | -              |
| MIG | 7  | Valdo                       | 11    | 1      | 5              | 2              |
| MIG | 28 | Óscar Sielva Moreno         | 5     | -      | 1              | -              |
| MIG | 27 | Julián López                | -     | -      | -              | -              |
| MIG | 31 | Juanjo Ciércoles            | -     | -      | -              | -              |
| DAV | 10 | Luis García                 | 37    | 5      | 4              | -              |
| DAV | 17 | Nené                        | 35    | 4      | 4              | -              |
| DAV | 23 | Raúl Tamudo ( Capità)       | 26    | 6      | -              | -              |
| DAV | 20 | Ferran Corominas            | 26    | 3      | 3              | -              |
| DAV | 8  | José María Callejón         | 24    | 2      | 6              | 2              |
| DAV | 24 | Iván Alonso                 | 16    | 5      | -              | -              |
| DAV | 24 | Jonathan Soriano            | 7     | -      | 5              | -              |

1. ↑  Iván Alonso substituí Jonathan Soriano al mercat d'hivern.

### Equip tècnic
- Entrenador:  Bartolomé Márquez López Tintín Márquez (setembre-desembre 08[37]) /  José Manuel Esnal Mané (desembre 08-gener 09[38]) /  Mauricio Pochettino
- 2n entrenador:  Óscar Perarnau Figueras /  Miguel Rossi (gener 09[38]) /  Toni Borrell (febrer 09)
- Preparador físic:  Ramon Català Peiró i  Feliciano Di Blasi (gener 09[38])
- Entrenador de porters:  Tommy N'Kono

### Altes
| N. | Pos. | Nac. | Jugador                                              |
| -- | ---- | --- | ---------------------------------------------------- |
| 5  | DEF  | [[Fitxer:Flag of Catalonia.svg\|23x15px\|border \|alt=Catalunya\|link=Selecció de futbol de Catalunya\|{{#if:\|]]               | Sergio Sánchez (torna cedit del Racing de Santander) |
| 6  | MIG  | [[Fitxer:Flag of Argentina.svg\|23x15px\|border \|alt=Argentina\|link=Selecció de futbol de l'Argentina\|{{#if:\|]]             | Román Martínez (del Club Atlético Tigre)             |
| 12 | DEF  | [[Fitxer:Flag of France (1794–1815, 1830–1974).svg\|23x15px\|border \|alt=França\|link=Selecció de futbol de França\|{{#if:\|]] | Grégory Béranger (del Numancia)                      |
| 15 | DAV  | [[Fitxer:Flag of Andalucía.svg\|23x15px\|border \|alt=Andalusia\|link=Selecció de futbol d'Andalusia\|{{#if:\|]]                | José María Callejón (del Castella)                   |
| 25 | POR  | [[Fitxer:Flag of Argentina.svg\|23x15px\|border \|alt=Argentina\|link=Selecció de futbol de l'Argentina\|{{#if:\|]]             | Cristian Álvarez (del Rosario Central)               |
| 27 | MIG  | [[Fitxer:Flag of Extremadura with COA.svg\|23x15px\|border \|alt=Extremadura\|link=Selecció de futbol d'Extremadura\|{{#if:\|]] | Julián López (torna cedit del Sevilla Atlético)      |
| 17 | DAV  | [[Fitxer:Flag of Brazil.svg\|23x15px\|border \|alt=Brasil\|link=Selecció de futbol del Brasil\|{{#if:\|]]                       | Nené (cedit de l'AS Monaco FC)                       |
| 16 | MIG  | [[Fitxer:Flag of Argentina.svg\|23x15px\|border \|alt=Argentina\|link=Selecció de futbol de l'Argentina\|{{#if:\|]]             | Nicolás Pareja (del RSC Anderlecht)                  |
| 15 | DEF  | [[Fitxer:Flag of Ireland.svg\|23x15px\|border \|alt=Irlanda\|link=Selecció de futbol de la República d'Irlanda\|{{#if:\|]]      | Stephen John Finnan (del Liverpool FC)               |
| 24 | DAV  | [[Fitxer:Flag of Uruguay.svg\|23x15px\|border \|alt=Uruguai\|link=Selecció de futbol de l'Uruguai\|{{#if:\|]]                   | Iván Alonso (del Reial Múrcia)                       |

### Baixes
| N. | Pos. | Nac. | Jugador                                  |
| -- | ---- | --- | ---------------------------------------- |
| 6  | DEF  | [[Fitxer:Flag of Argentina.svg\|23x15px\|border \|alt=Argentina\|link=Selecció de futbol de l'Argentina\|{{#if:\|]]                      | Clemente Rodríguez (a l'Spartak)         |
| 8  | DEF  | [[Fitxer:Flag of Argentina.svg\|23x15px\|border \|alt=Argentina\|link=Selecció de futbol de l'Argentina\|{{#if:\|]]                      | Javier Zabaleta (al Manchester City FC)  |
| 12 | POR  | [[Fitxer:Flag of Catalonia.svg\|23x15px\|border \|alt=Catalunya\|link=Selecció de futbol de Catalunya\|{{#if:\|]]                        | Kiko Casilla (al Cadis)                  |
| 13 | POR  | [[Fitxer:Flag of the Basque Country.svg\|23x15px\|border \|alt=País Basc\|link=Selecció de futbol del País Basc\|{{#if:\|]]              | Lafuente (a l'Athletic)                  |
| 15 | MIG  | [[Fitxer:Flag of Brazil.svg\|23x15px\|border \|alt=Brasil\|link=Selecció de futbol del Brasil\|{{#if:\|]]                                | Fredson (al Goiás Esporte Clube)         |
| 11 | DAV  | [[Fitxer:Flag of the Balearic Islands.svg\|23x15px\|border \|alt=Illes Balears\|link=Selecció de futbol de les Illes Balears\|{{#if:\|]] | Albert Riera (al Liverpool FC)           |
| 24 | DAV  | [[Fitxer:Flag of Catalonia.svg\|23x15px\|border \|alt=Catalunya\|link=Selecció de futbol de Catalunya\|{{#if:\|]]                        | Jonathan Soriano (a l'Albacete Balompié) |